# Centrine commune
Oxynotus centrina
Espèce
Synonymes
- Centrina oxynotus Swainson, 1839[1] [2]
- Centrina salviani Risso, 1827[1] [2]
- Centrina vulpecula Moreau, 1881[1] [2]
- Oxinotus centrina (Linnaeus, 1758)[1] [2]
- Oxynotus shubnikovi Myagkov in Gubanov & al., 1986[2]
- Oxynotus shubnikovi Myagkov, 1986[1]
- Squalus centrina Linnaeus, 1758[1] [2]

Statut de conservation UICN

 EN A2d : En danger
Répartition géographique
La centrine commune (Oxynotus centrina) est une espèce de poissons cartilagineux squaliformes de la famille des Oxynotidae.

## Description et alimentation

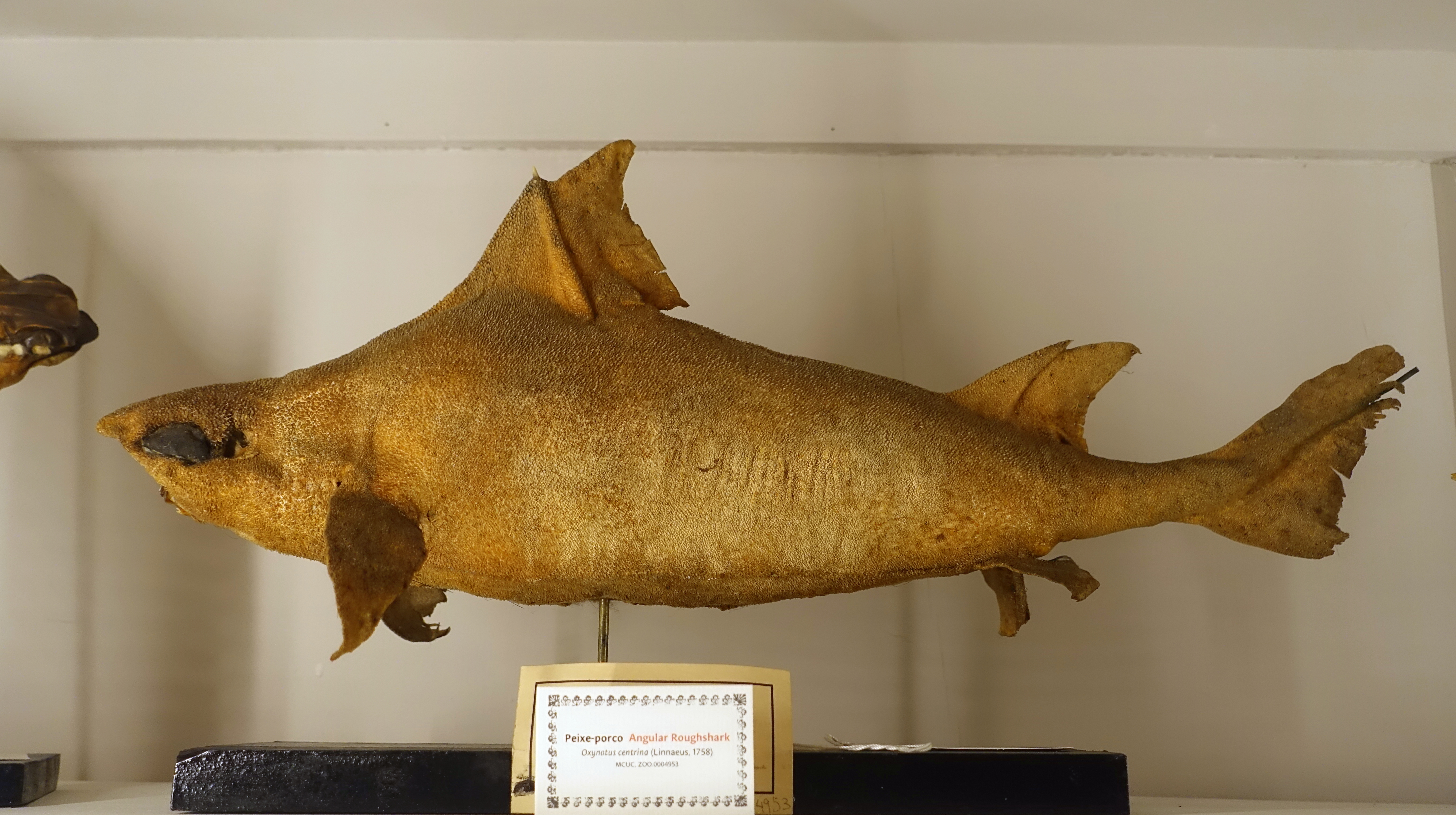
Une centrine commune exposée au musée des sciences de l’université de Coimbra à Coimbra au Portugal.

À la naissance, ils mesurent moins de 25 cm (10 po) et ils arrivent à maturité à environ 50 cm (20 po). La plupart des centrines communes sont des individus de moins de 1 m (3,28 pi), mais ils peuvent atteindre jusqu'à 1,5 m (4,9 pi). La taille maximum de leur portée est de 7 à 8 bébés hors Angola, et 23 dans la mer Méditerranée. Ils ont des crêtes sur leurs yeux qui se dilatent en gros boutons arrondis, qui sont couverts de larges denticules — celles-ci sont absentes chez les autres espèces de centrines. Ils possèdent de très grands stigmates qui sont verticalement allongés, étant presque aussi longs que l'œil. Leur première épine dorsale est orientée légèrement vers l'avant. Ils se nourrissent de vers, de crustacés et de mollusques.

## Reproduction et habitat
Ils se reproduisent dans l'Atlantique Est de la Norvège à l'Afrique du Sud, y compris sur l'ensemble de la mer Méditerranée. Ils peuvent également se reproduire au large du Mozambique. Ils préfèrent les fonds coralliens d'algue et de boue sur les plateaux continentaux et des pentes supérieures à des profondeurs allant de 50 à 660 m (165 à 2 165 pi), mais apparaissent surtout en dessous de 100 m (328 pi).

Illustration ancienne.